# Ettore Muti

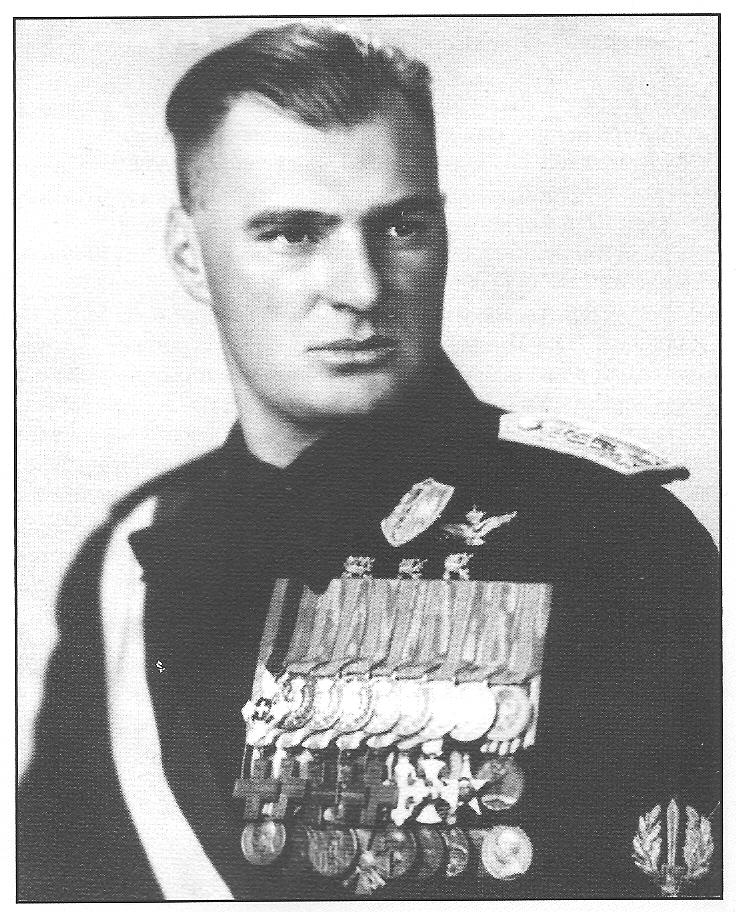
Ettore Muti

Ettore Muti (* 2. Mai 1902 in Ravenna, Italien; † 24. August 1943 in Fregene) war italienischer Faschist und Militär.

## Leben
Als 15-Jähriger meldete sich Muti mit gefälschten Papieren an die Front. Beteiligt war er auch an der Besetzung von Fiume 1919 durch die Freischar von Gabriele D’Annunzio.
Als Freiwilliger nahm er sowohl am Krieg gegen Äthiopien als auch am Spanischen Bürgerkrieg auf Seiten Francos teil.
Muti bekleidete vom 31. Oktober 1939 bis 30. Oktober 1940 als Sekretär der Faschistischen Partei das zweithöchste Parteiamt hinter Mussolini.
Am 15. Juli 1940 bombardierte er Haifa. Im Oktober 1940 flog er mit einer SM.82 einen Angriff gegen die Ölfelder von Bahrain. 
Trotz Sehschäden (linkes Auge durch Benzindämpfe und rechtes Auge durch Metallsplitter aus dem Ersten Weltkrieg) flog er anschließend Torpedobombereinsätze, zumeist als 2. Pilot seines Adjutanten Major Paolo Moci, vom Flughafen Kalathos auf Rhodos aus.
Er wurde nach der Absetzung Mussolinis 1943 ermordet. Nach seinem Tod wurde er in der unter deutscher Protektion stehenden italienischen Marionettenregierung Mussolinis (Repubblica Sociale Italiana – RSI) in Norditalien zum Helden verklärt. Die nach ihm benannte paramilitärische Einheit Legione Autonoma Ettore Muti (Autonome Legion Ettore Muti) war ein kleinerer Kampfverband, der vor allem gegen Widerstandskämpfer und Partisanen der Resistenza im Raum Mailand eingesetzt wurde.